# Утая
Утая (рос. Утая) — село Верхньоколимського улусу, Республіки Саха Росії. Входить до складу Утаїнського наслегу.
Населення — 92 особи (2015 рік).